# Emanet
Emanet es una serie de televisión turca de 2020 producida por Karamel Yapım para Kanal 7.

## Trama
En la serie, que incluye la historia de Yaman Kırımlı (Halil Ibrahim Ceyhan), un hombre de negocios rico y carismático, y Seher Kerimoğlu (Sila Turkoglu), que tiene una vida inocente y modesta, tanto Yaman como Seher se preocupan por su sobrino, Yusuf, quien recientemente perdió a su madre, la hermana de Seher, con la cual no se habían hablado desde que se casó sin la aprobación de su padre. Yaman es un hombre muy rico de Crimea, pero no puede deshacerse de los efectos de los días difíciles que vivió en el pasado. Yaman, que tiene dos hermanos mayores, nunca perdona a su madre, que los dejó y se fue con otro hombre. Después de esta situación, Yaman Kırımlı odia a las mujeres y no confía en ninguna. Yaman quiere criar a su sobrino Yusuf como una persona fuerte y despiadada, mientras que Seher quiere tomar a su sobrino, y criarlo como parte del legado de su hermana y su padre. Por supuesto, Yaman Kırımlı nunca permitirá esto. Al conocerse ambos sentirán rechazo y odio por lo diferente de sus personalidades, pero con el tiempo se darán cuenta de que ambos desean el bienestar de su sobrino Yusuf y ese odio se convierte en amor.
Después de la muerte de Seher, Yaman ha vuelto a ser el hombre duro y frío por la pérdida de su esposa, su sobrino Yusuf no ha vuelto a hablar desde el incidente, y conocemos a Nana Maryam una mujer de Georgia, ella es fuerte, bondadosa, amorosa y no sé deja amedrentar por nadie, esconde un pasado doloroso, Nana ha venido a buscar justicia por la muerte de su hermano Aziz y entrara a la mansión Kirimli cómo niñera de Yusuf, buscando la verdad para hacer justicia encontrando una familia y el amor.

## Elenco
- Nanuka Stambolishvili como Nana Maryam. (417 - 805)
- Nik Xhelilaj como Fırtına Poyraz. (627 - 805)
- Halil İbrahim Ceyhan como Yaman Kırımlı. (1 - 621)
- Sıla Türkoğlu como Seher Kerimoğlu Kırımlı. (1 - 416)
- Berat Rüzgar Özkan como Yusuf Kırımlı.
- Binnaz Ekren como Adalet.
- Derya Kurtuluş Oktar como Cennet.	(628 - 805)
- Tutku Ertit como Nazlı. (628 - 805)
- Ayla Kaymak como Cansel. (628 - 805)
- Taylan Güldere como Mert. (628 - 805)
- Zekai Sinan Özer como Şahin. (632 - 805)
- Dilara Kırmıt como Pelin. (758 - 804)
- Adnan Mehmet Ali Aslan como İbrahim. (1 - 801)
- Özge Ağyar como Karanfil "Kara". (1 - 801)
- Volkan Yıldırım como Kirpi. (1 - 801)
- Sevda Karabulut como Aynur. (417 - 801)
- Özgür Başol como Sinan Aysan. (629 - 801)
- Serpil Uçar como Işıl. (693 - 801)
- Buse Özdemir como Sibel. (628 - 758)
- Akın Aydın como Semih. (662 - 755)
- Halit Erman Ersoy como Volkan. (262 - 692)
- Tolga Sala como Ferit Bulut. (447 - 692)
- Yaprak Durmaz como Ayşe Özyurt. (447 - 687)
- Ecem Akçay como Neşe. (448 - 687)
- Feyza Tusem Özkan como Doğa. (449 - 687)
- Esra Balıkçı como Leyla Kazancı (630 - 649) / Derya Kazancı. (643 - 681)
- Adnan Koç como Acar Gürkan / Devran Keskindemir "Zehir". (598 - 644, 660 - 678)
- Emre Duran como Kurt. (622 - 643)
- Alper Keskintaş como Koray. (450 - 621)
- Füsun Öztoprak como Akçe Hala. (497 - 619)
- Burhan Ökmen como Saatçi Veli. (419 - 617)
- Ali Asker Buğur como Kazım. (400 - 603)
- Merdan Kardan como İdris Yahyaoğlu "Topal". (397 - 601)
- Oğuz Yağcı como Nedim. (1 - 580)
- Ömer Gecü como Cenger. (1 - 563)
- Ferda Işıl como Sultan Hala. (41 - 484)
- Zeynep Naz Eyüboğlu como Neslihan. (1 - 471)
- Melih Özkaya como Ali Kırımlı. (1 - 447)
- Hülya Aydın como Semra. (211 - 447)
- Seda Dadaşova como Yasemin "Gölge". (324 - 447)
- İpek Arkan como Duygu. (208 - 446)
- Mustafa Tolga Pancaroğlu como Ziya Kırımlı. (1 - 416)
- Derya Oğuz Ertün como Fırat. (1 - 416)
- Beren Demirkaya como Çiçek. (219 - 416)
- Birhan Tut como Aziz Yahyaoğlu. (346 - 416)
- Mesut Balkan como Ertuğrul. (324 - 401)
- Hilal Yıldız como Zühal. (1 - 395)
- Onur Saraçer como Canan. (237 - 325)
- Fatih Hürkan como Fikret. (206 - 320)
- Eda Duru Akbay como Melek. (206 - 320)
- Ali Çakalgöz como Arif Baba. (12 - 240)
- Göksel Kayahan como Bora.	(127 - 205)
- Gülay Özdem como İkbal Kırımlı. (1 - 197)
- Osman Aydın como Selim. (1 - 196)
- Selma Aktepe como Melahat. (161 - 194)
- Gülderen Güler como Kiraz "Meryem". (1 - 160)
- Cenk Dinçsoy como Erdal. (56 - 160)
- Berkay Özgür como Barış. (9 - 150)
- Gözde Gürkan como Begüm. (4 - 113)
- Mehmet Baştürk como Ozan. (66 - 80)
- Atilla Pekdemir como Osman. (3 - 41)
- Hayat Olcay como Nadire. (1 - 150)
- Meltem Kılıç como Kevser. (1 - 3)
- Erdinç Kılıç como Atakan.
- Zeynep Gül Küçük como Pınar.
- Bülent Çelik como el guardaespaldas de Yaman.
- Erkan Sorkun como Ertan.
- Gamze Erten como Yağmur.
- Ferdi Atuner como Husuli.
- Yasemin Nur Öztürk como Ela.
- Rojhat Özsoy como Muhittin.
- Mustafa Keser como İsmet Yahyaoğlu.
- Tülay Doğan como Asiye Yahyaoğlu.
- Emre Çelik como Eskerim "Kerem".
- Aslı Çalı como la amante de Kerem.
- Serdar Uğursoy como Gürbüz Soygiray.
- Gökçen Derbeder como Canan (joven).
- Seda Yanak como Ezgi.
- İlker Yavuz como Melih.
- Mehmet Said Köseoğlu como Bahçıvan.
- Necati Küçük como Güvenlik.
- Yiğit Ömer Özkan como Yaman (niño).
- Yetiş Somuncu como Fuat.

## Temporadas
| Temporada | Temporada | Episodios | Rango de episodios | Emisión original         | Emisión original         |
| Temporada | Temporada | Episodios | Rango de episodios | Inicio                   | Final                    |
| --------- | --------- | --------- | ------------------ | ------------------------ | ------------------------ |
|           | 1         | 205       | 1 - 205            | 7 de septiembre de 2020  | 18 de junio de 2021      |
|           | 2         | 211       | 206 - 416          | 13 de septiembre de 2021 | 4 de julio de 2022       |
|           | 3         | 205       | 417 - 621          | 19 de septiembre de 2022 | 17 de septiembre de 2023 |
|           | 4         | 184       | 622 - 805          | 23 de septiembre de 2023 | 16 de febrero de 2025    |

## Producción y cambios

### Temporadas
La serie se estrenó oficialmente por Kanal 7 el 7 de septiembre de 2020 y finalizó su primera temporada el 18 de junio de 2021 constando de 205 episodios.
La segunda temporada se estrenó el lunes 13 de septiembre de 2021 y finalizó el lunes 4 de julio de 2022 constando de 211 episodios (del 206 al 416), siendo la temporada más larga hasta el momento.
La tercera temporada se estrenó el lunes 19 de septiembre del 2022 y finalizó el domingo 17 de septiembre de 2023 constando de 211 episodios (del 417 al 627).
La cuarta temporada se estrenó una semana después de final de la tercera temporada, el 23 de septiembre del 2023 con su episodio 628. Después de 4 temporadas y 811 episodios, la serie finalizó oficialmente el domingo 16 de febrero de 2025.

### Cambio de protagonista
La serie era protagonizada en sus 2 primeras temporadas por Halil İbrahim Ceyhan (Yaman) y Sıla Türkoğlu (Seher). La actriz Sıla Türkoğlu se retiró de la serie tras el final de la segunda temporada debido a discrepancias entre ella y la producción de la serie, pues su contrato con la serie finalizaba a principios del 2022, pero se extendió hasta mediados del mismo. Se dice que para la escena de su muerte se usó a una doble, aunque este rumor no se ha confirmado ni negado.
A partir de la tercera temporada, la sustituye la modelo georgiana Nanuka Stambolishvili con el personaje de Nana, la hermana de Aziz (enemigo de Yaman), siendo este su primer protagónico.
Sin embargo, a mediados del 2023 se confirmó que Halil İbrahim Ceyhan se retirará de la serie tras el final de la tercera temporada debido a nuevos proyectos. Debido a esto, a partir de la cuarta temporada lo sustituirá el actor turco de origen albano Nik Xhelilaj en el papel de Poyraz.

### Cambio de horario
La serie en sus 2 primera temporadas era emitida de lunes a viernes a las 19h. 
La tercera temporada constó con varios cambios de horario: al inicio también era emitida en ese horario del 19 de septiembre al 18 de noviembre de 2022 (sus primeros 45 episodios), pero después fue cambiado al horario de las 21:15h del 21 del mismo mes al 21 de abril de 2023 (del episodio 462 al 546) debido al estreno de Esaret que ocupa su anterior horario. Del 29 del mismo mes al 16 de julio (del episodio 547 al 568), la serie se emitió los sábados y domingos en su horario original (19h). Sin embargo, tras la finalización de la primera temporada de Esaret, del sábado 22 del mismo mes hasta el domingo 10 de setiembre, la serie fue emitida todos los días de la semana a las 19h del episodio 569 al 619. Del sábado 16 del mismo mes de 2023 hasta el sábado 10 de febrero de 2024, del episodio 620 al 662, la serie volvió a ser emitida los fines de semana a las 19h debido al regreso de Esaret con su segunda temporada. 
Desde el sábado 10 del mismo mes hasta el domingo 17 de marzo, del episodio 663 hasta el 668, la serie se emitió todos los sábados a las 20:30h debido a la emisión de la serie Gelin los domingos a la misma hora. Del sábado 23 del mismo mes al domingo 7 de julio, del episodio 669 a 699, la serie se emitió todos los fines de semana a las 21:30h debido a que Gelin se emite los fines de semana en su anterior horario. Luego, desde el jueves 11 de julio, con su episodio 700, hasta el viernes 13 de setiembre, con su episodio 761, la serie se emitió todos los días en su horario original (19h) debido al final de la segunda temporada de Esaret.  Debido al regreso de Gelin con su segunda temporada, la serie vuelve a ser emitida los fines de semana a las 19h desde el sábado 21 de septiembre hasta el domingo 29 del mismo, desde su episodio 762 hasta el 765. Del sábado 5 al domingo 13 de octubre, la serie pasó al horario de las 22:30h, del episodio 766 al 769, debido al regreso de Esaret con su tercera temporada. Desde el sábado 19 del mismo hasta el domingo 12 de enero de 2025, la serie fue emitida, desde el episodio 770 al 795, a las 21:15h. A partir del sábado 18 de enero, desde su episodio 796, la serie fue emitida a las 16:10h. Después de 4 temporadas y 811 episodios, la serie finalizó oficialmente el domingo 16 de febrero de 2025.

### Curiosidades
- Esta es la segunda serie producida por Karamel Yapım y emitida por Kanal 7, después de Yemin.
- En un inicio, la serie ocupó el antiguo horario de Yemin (19h), la cual pasó al horario de las 21:15 h.
- Los actores infantiles Berat Rüzgar Özkan (Yusuf), Feyza Tusem Özkan (Doğa) y Yiğit Ömer Özkan (Yaman niño) son hermanos en la vida real.
- La canción Bir Tek Aşkım Var Sana Emanet (o simplemente Emanet), que es la canción de Seher y Yaman, fue interpretada por Müge Zümrütbel.
- Durante la primera etapa de la tercera temporada, el actor Melih Özkaya tuvo que alternar su participación en la serie al mismo tiempo que participaba en la serie de TV8 Yazgı, la cual se estrenó el 3 de octubre de ese mismo año. Así estuvo por algunas semanas hasta su salida de la serie en el episodio 447.
- Desde el 6 de febrero hasta el 3 de marzo de 2023, esta y otras series turcas han pausado sus grabaciones y emisiones debido a los terremotos ocurridos en Turquía y Siria.

- Datos: Q108556185